# 세명고등학교 (충북)
세명고등학교(世明高等學校)는 대한민국 충청북도 제천시 신월동에 위치한 사립 고등학교이다. 

## 학교 연혁
- 1987년 4월 13일 : 충현(忠昡)고등학교 설립계획 인가(8학급)
- 1987년 5월 16일 : 충현고등학교 본관 기공(4층)
- 1987년 11월 17일 : 학교법인 대원교육재단 설립 인가, 초대 이사장 권영우 박사 취임
- 1987년 11월 17일 : 충현고등학교 설립 인가
- 1988년 3월 1일 : 초대 최병찬 교장 취임
- 1988년 3월 2일 : 제1기생 입학식(8학급)
- 1989년 2월 10일 : 별관 4층 준공
- 1994년 3월 2일 : 세명고등학교로 개명
- 1998년 12월 24일 : 학교법인 대원교육재단 제2대 이사장 김엽 박사 취임
- 1999년 1월 29일 : 후별관 신축
- 2003년 12월 5일 : 다목적 학습관 신축 완공
- 2010년 2월 4일 : 세명관(학사) 완공
- 2019년 12월 3일 : 세명 체육관 준공식
- 2024년 2월 7일 : 제34회 졸업식(164명) 졸업생 연 11,371명
- 2024년 3월 4일 : 제37기 입학생(7학급 188명)
- 2024년 9월 1일 : 제8대 박종호 교장 취임

## 참고 자료
- 세명고등학교 - 한국교육학술정보원 학교알리미